# Maria Rosa Sagnier
Maria Rosa Sagnier i Bové (Barcelona, 19 de enero de 1901 - 9 de agosto de 1999) fue una descendiente de los Sagnier, una estirpe burguesa de Barcelona y parcialmente noble de origen occitano, hija de Lluís Sagnier i Safont y de Amàlia Bové i Benet.
Es conocida por haber perturbado a finales de 1931 el estreno en el Teatro Apolo de la obra anticlerical Ad Maiorem Dei Gloriam, basada en la novela A.M.D.G. (1910) de Ramón Pérez de Ayala (1880-1962), inspirada en sus experiencias en un colegio jesuita. Sagnier encontraba la obra blasfema. Fue condenada a una prenda de quinientas pesetas. Como no quiso pagar la prenda, tuvo que ingresar dos semanas en la Cárcel de Reina Amalia, algo excepcional para personas de buenas familias. Al salir, fue recibida por sus amigos, e invitada por uno en el restaurante Miramar. El gobernador civil de Barcelona la trató «amazona de Cristo Rey» en su entrada en prisión, un epíteto que gustaba en el diario El Siglo Futuro, diario del Partido Católico Nacional que veía un título honorífico para las mujeres que se insurgían públicamente «por Dios y por España». El semanario L'Esquella de la Torratxa concluyó «Seguramente que se hará unas tarjetas donde además del nombre pondrá este título 'Mártir de la Monarquía', muy bien por la República. La Ley debe ser para todos igual.» Fuentes católicas como La Veu de Catalunya al contrario opinaban que «la señorita Sagnier soportó con resignación heroica todas las molestias de la privación de libertad» y «recibió muchas felicitaciones, a las que unimos las nuestras».